# Chlotrudis Award de Melhor Atriz
O Chlotrudis Award de Melhor Atriz é um prêmio dado pela Chlotrudis Society for Independent Film para as atrizes cujo desempenho é avaliado por membros participantes da associação. O Chlotrudis Awards é uma cerimônia anual, onde o melhor do cinema independente e internacional são homenageados.

## Vencendores e indicados

### Anos 1990
- 1995[1]
- Judy Davis — The New Age - The Ref

- - Julianne Moore — Vanya on 42nd Street
  - Kathleen Turner — Serial Mom
  - Gong Li — To Live
  - Linda Fiorentino — The Last Seduction
  - Winona Ryder — Little Women

- 1996[2]
- Susan Sarandon — Dead Man Walking

- - Elisabeth Shue — Leaving Las Vegas
  - Emma Thompson — Sense and Sensibility
  - Julianne Moore — Safe
  - Kathy Bates — Dolores Claiborne
  - Nicole Kidman — To Die For

- 1997[3]
- Frances McDormand — Fargo

- - Brenda Blethyn — Secrets & Lies
  - Catherine Keener — Walking and Talking
  - Emily Watson — Breaking the Waves
  - Heather Matarazzo — Welcome to the Dollhouse
  - Lili Taylor — I Shot Andy Warhol
  - Linda Henry — Beautiful Thing

- 1998[4]
- Helena Bonham Carter — The Wings of the Dove - Margaret's Museum

- - Alison Folland — All Over Me
  - Emma Thompson — A Winter Guest
  - Helen Hunt — As Good as It Gets
  - Judy Davis — Children of the Revolution
  - Minnie Driver — Grosse Pointe Blank
  - Sarah Polley — The Sweet Hereafter

- 1999[5]
- Cate Blanchett — Elizabeth

- - Ally Sheedy — High Art
  - Christina Ricci — The Opposite of Sex - Buffalo '66
  - Drew Barrymore — Ever After - The Wedding Singer
  - Emily Watson — Hilary and Jackie
  - Fernanda Montenegro — Central do Brasil

### Anos 2000
- 2000[6]
- Hilary Swank — Boys Don't Cry

- - Annette Bening — American Beauty
  - Franka Potente —  Run Lola Run
  - Julianne Moore — The End of the Affair - An Ideal Husband
  - Rebecca Pidgeon — The Winslow Boy
  - Reese Witherspoon — Election
  - Sandra Oh — Last Night
  - Sarah Polley — Go! - Guinevere
  - Élodie Bouchez — La vie rêvée des anges

- 2001[7]
- Karine Vanasse — Emporte-moi

- - Ayesha Dharker — Theeviravaathi: The Terrorist
  - Björk — Dancer in the Dark
  - Cecilia Roth — Todo Sobre mi Madre
  - Ellen Burstyn — Requiem for a Dream
  - Laura Linney — You Can Count on Me
  - Michelle Rodriguez — Girlfight
  - Michelle Yeoh — Wo Hu Cang Long

- 2002[8]
- Naomi Watts — Mulholland Dr.

- - Charlotte Rampling — Sous le sable
  - Franka Potente — Der Krieger und die Kaiserin
  - Gillian Anderson — The House of Mirth
  - Lena Endre — Trolösa
  - Maggie Cheung — In the Mood for Love
  - Sissy Spacek — In the Bedroom
  - Tilda Swinton — The Deep End

- 2003[9]
- Isabelle Huppert — La Pianiste

- - Catherine Keener — Lovely & Amazing
  - Emmanuelle Devos — Sur mes lèvres
  - Jacqueline Bisset — The Sleepy Time Gal
  - Julianne Moore — Far from Heaven
  - Lena Headey — Aberdeen
  - Maggie Gyllenhaal — Secretary
  - Maribel Verdú — Y Tu Mamá También

- 2004[10]
- Sarah Polley — My Life Without Me

- - Charlotte Rampling — Swimming Pool
  - Frances McDormand — Laurel Canyon
  - Keisha Castle-Hughes — Whale Rider
  - Oksana Akinshina — Lilya 4-Ever
  - Samantha Morton — Morvern Callar
  - Scarlett Johansson — Lost in Translation
  - Zooey Deschanel — All the Real Girls

- 2005[11]
- Imelda Staunton — Vera Drake

- - Anne Reid — The Mother
  - Catalina Sandino Moreno — Maria Full of Grace
  - Fatoumata Coulibaly — Moolaadé
  - Isabella Rossellini — The Saddest Music in the World
  - Sinitta Boonyasak — Last Life in the Universe
  - Toni Colette — Japanese Story

- 2006[12]
- Marilou Berry — Comme Une Image
  - Emmanuelle Devos — Rois et Reine
  - Kate Dollenmayer — Funny Ha Ha
  - Nathalie Press — My Summer of Love
  - Ronit Elkabetz — Or

- 2007[13]
- Robin Wright — Sorry, Haters

- - Elliot Page — Hard Candy
  - Laura Dern — Inland Empire (filme)
  - Maggie Cheung — Clean
  - Sandra Hüller — Requiem
  - Shareeka Epps — Half Nelson

- 2008[14]
- Kate Dickie — Red Road

- - Elliot Page — Juno
  - Julie Christie — Away from Her
  - Mirjana Karanovic — Grbavica
  - Parker Posey — Fay Grim
  - Sarah Polley — The Secret Life of Words

- 2009[15]
- Kristin Scott Thomas — I’ve Loved You So Long

- - Anamaria Marinca — 4 Months, 3 Weeks, 2 Days
  - Michelle Williams — Wendy and Lucy
  - Lina Leandersson — Let the Right One In
  - Sally Hawkins — Happy-go-Lucky

### Anos 2010
- 2010[16]
- Gabourey Sidibe — Precious

- - Abbie Cornish — Bright Star
  - Carey Mulligan — An Education
  - Charlotte Gainsbourg — Antichrist
  - Nisreen Faour — Amreeka
  - Catalina Saavedra — La Nana
  - Yolande Moreau — Seraphine

- 2011[17]
- Kim Hye-ja — Mother

- - Anne Dorval — I Killed my Mother
  - Jennifer Lawrence — Winter's Bone
  - Katie Jarvis — Fish Tank
  - Paprika Steen — Applause

- 2012[18]
- Tracy Wright — Trigger

- - Adepero Oduye — Pariah
  - Bérénice Bejo — The Artist
  - Elizabeth Olsen — Martha Marcy May Marlene
  - Jeong-hie Yun — Poetry
  - Kirsten Dunst — Melancholia

- 2013[19]
- Olivia Colman — Tyrannosaur

- - Aubrey Plaza — Safety Not Guaranteed
  - Helen Hunt — The Sessions
  - Marion Cotillard — De rouille et d'os
  - Quvenzhané Wallis — Beasts of the Southern Wild

- 2014[20]
- Brie Larson — Short Term 12

- - Barbara Sukowa — Hannah Arendt
  - Danai Gurira — Mother of George
  - Greta Gerwig — Frances Ha
  - Rachel Mwanza — War Witch
  - Shailene Woodley — The Spectacular Now

- 2015[21]
- Anne Dorval — Mommy

- - Agata Trzebuchowska — Ida
  - Patricia Arquette — Boyhood
  - Paulina García — Gloria
  - Robin Wright — The Congress
  - Tilda Swinton — Only Lovers Left Alive

- 2016[22]
- Karidja Touré — Girlhood

- - Bel Powley — The Diary of a Teenage Girl
  - Charlotte Rampling — 45 Years
  - Nina Hoss — Phoenix
  - Rinko Kikuchi — Kumiko, the Treasure Hunter
  - Ronit Elkabetz — Gett: The Trial of Viviane Amsalem
  - Saoirse Ronan — Brooklyn

- 2017[23]
- Isabelle Huppert — Elle

- - Annette Bening — 20th Century Women
  - Imajyn Cardinal — The Saver
  - Ruth Negga — Loving
  - Sônia Braga — Aquarius
  - Zhao Tao — Shan He Gu Ren

- 2018[24]
- Sally Hawkins — The Shape of Water (empate)
- Holly Hunter — Strange Weather

- - Aubrey Plaza — Ingrid Goes West
  - Brooklynn Prince — The Florida Project
  - Margot Robbie — I, Tonya

- 2019[25]
- Regina Hall — Support the Girls

- - Emma Thompson — The Children Act
  - Eva Melander — Gräns
  - Helena Howard — Madeline's Madeline
  - Joanna Kulig — Cold War
  - Thomasin McKenzie — Leave No Trace

- 2020[26]
- Halldóra Geirharðsdóttir — Woman at War

- - Elisabeth Moss — Her Smell
  - Jessie Buckley — Wild Rose
  - Karen Allen — Colewell
  - Kristín Þóra Haraldsdóttir — And Breathe Normally
  - Tessa Thompson — Little Woods